# Détroit de Fram (mer de Kara)
Ne doit pas être confondu avec Détroit de Fram.
Le détroit de Fram (en russe : пролив Фрам) est un bras de mer de la mer de Kara entre l'île Nansen et la péninsule Eremeïev (полуостров Еремеева).
Administrativement, il appartient au raïon dolgano-nénètse de Taïmyr dans le kraï de Krasnoïarsk en Russie.

## Géographie
La longueur du détroit est d'environ 10 km. La largeur, entre le cap Etifeïev (мыс Етифеева) et le cap Povorotni (мыс Поворотный), est de 2,3 km. La majeure partie de l'année, le détroit est recouvert de glace. À l'ouest, le détroit surplombe la mer de Kara, à l'est il bifurque dans le détroit de Sverdrup (face au nord-est) et le détroit du Zaria qui continue vers le sud-est.

## Histoire
Le détroit a été nommé par le baron Eduard von Toll qui a hiverné dans la baie Colin Archer (бухта Колина Арчера), au cours du premier hiver de l'expédition polaire russe de 1900-1902. Il lui a donné le nom du navire Fram de Fridtjof Nansen.